# Pandemia di COVID-19 in Paraguay
Il primo caso della pandemia di COVID-19 in Paraguay è stato confermato il 7 marzo 2020, un uomo di 32 anni di Guayaquil (Ecuador), residente a San Lorenzo, nel Dipartimento Central.
Il 10 marzo 2020 il governo paraguaiano ha sospeso le lezioni e tutte le attività che coinvolgono gruppi di persone, nonché eventi pubblici e privati, con l'obiettivo di evitare la diffusione del virus, ai sensi del Decreto n. 3442/2020. Con il passare del tempo sono state adottate altre misure preventive, come restrizioni al commercio e alla circolazione, sospensione dei voli, chiusura delle frontiere, limitazione dell'ingresso di stranieri, coprifuoco e rafforzamento dei controlli per garantire il rispetto delle misure.
Il 20 marzo 2020 sono stati confermati il primo decesso e il primo caso di trasmissione in comunità. Il governo ha dichiarato una quarantena totale fino al 3 maggio 2020, con la libera circolazione completamente limitata. Il movimento pubblico era limitato all'acquisto di cibo, medicine e altri beni essenziali. Dal 4 maggio 2020 il Paraguay ha implementato la cosiddetta "quarantena intelligente”, un graduale ritorno al lavoro e con attività sociali parzialmente consentite con distanziamento sociale e misure igieniche. Tuttavia, il governo ha deciso di mantenere la chiusura delle frontiere e altre restrizioni.
Dal 5 ottobre 2020, il Paese è andato verso una sorta di "nuova normalità", consentendo la maggior parte delle attività mantenendo l'assistenza sanitaria fino alla comparsa di qualche vaccino o cura. I voli internazionali e l'apertura delle frontiere terrestri è stata consentita. L'istruzione a distanza e il coprifuoco notturno sono stati mantenuti.
Il 5 maggio 2023, l'Organizzazione mondiale della sanità dichiara ufficialmente la fine della pandemia.

## Antefatti
Il 12 gennaio 2020, l'Organizzazione mondiale della sanità (OMS) ha confermato che un nuovo coronavirus era la causa di una malattia respiratoria in un gruppo di persone nella città di Wuhan, nella provincia cinese di Hubei, dato che è stato riferito all'OMS il 31 dicembre 2019.
Il tasso di mortalità per COVID-19 è stato molto più basso della SARS del 2003, ma la trasmissione è stata significativamente maggiore, portando ad un bilancio totale delle vittime più alto.

## Cronologia

### Marzo
Il 7 marzo, è stato confermato il primo caso a Asunción, si trattva di un uomo di 32 anni arrivato da Guayaquil, in Ecuador.
Il 10 marzo, sono state sospese le lezioni scolastiche e gli eventi pubblici e privati su larga scala per 15 giorni.
Il 13 marzo, sono stati sospesi i voli in arrivo dall'Europa.
Il 15 marzo, è stata confermata la parziale chiusura dei suoi confini, limita gli assembramenti e impone il coprifuoco notturno.
Il 20 marzo, è stato riportato il primo decesso nel paese causato dal coronavirus, lo stesso giorno è stata prolungata la quarantena annunciata precedentemente fino al 12 aprile ed è stato richiesto ai cittadini di adottare una politica di isolamento sociale (blocco totale). Lo spostamento dei cittadini è stato limitato all'acquisto di cibo, medicine e beni oggetti essenziali.

### Aprile
L'8 aprile, la quarantena nazionale (blocco totale) è stata estesa al 19 aprile.
Il 17 aprile, il lockdown è stato esteso fino al 26 aprile.
Il 20 aprile, per la prima volta in 29 giorni, non sono emersi nuovi casi.
Il 24 aprile, il lockdown è stato esteso fino al 3 maggio. Dal 4 maggio il Paraguay ha implementato la cosiddetta "quarantena intelligente", il graduale ritorno al lavoro e attività sociali con misure di distanziamento sociale. Tuttavia, il governo ha deciso di mantenere la chiusura dei confini e di attuare la didattica a distanza fino a dicembre.

### Maggio
4 maggio, è iniziata la fase 1 della "quarantena intelligente".

## Andamento contagi
| Data                                                           | Data       |  | Numero di casi  | Numero di morti |
| -------------------------------------------------------------- | ---------- |  | --------------- | --------------- |
| 07-03-2020                                                     | 07-03-2020 |  | 1(N.D.)         |                 |
| ⋮                                                              | ⋮          |  | 1(=)            |                 |
| 10-03-2020                                                     | 10-03-2020 |  | 5(+400%)        |                 |
| 11-03-2020                                                     | 11-03-2020 |  | 5(=)            |                 |
| 12-03-2020                                                     | 12-03-2020 |  | 6(+20%)         |                 |
| 13-03-2020                                                     | 13-03-2020 |  | 7(+17%)         |                 |
| 14-03-2020                                                     | 14-03-2020 |  | 7(=)            |                 |
| 15-03-2020                                                     | 15-03-2020 |  | 8(+14%)         |                 |
| 16-03-2020                                                     | 16-03-2020 |  | 9(+12%)         |                 |
| 17-03-2020                                                     | 17-03-2020 |  | 11(+22%)        |                 |
| 18-03-2020                                                     | 18-03-2020 |  | 11(=)           |                 |
| 19-03-2020                                                     | 19-03-2020 |  | 13(+18%)        |                 |
| 20-03-2020                                                     | 20-03-2020 |  | 18(+38%)        | 1(N.D.)         |
| 21-03-2020                                                     | 21-03-2020 |  | 22(+22%)        | 1(=)            |
| 22-03-2020                                                     | 22-03-2020 |  | 22(=)           | 1(=)            |
| 23-03-2020                                                     | 23-03-2020 |  | 27(+23%)        | 2(+100%)        |
| 24-03-2020                                                     | 24-03-2020 |  | 37(+37%)        | 3(+50%)         |
| 25-03-2020                                                     | 25-03-2020 |  | 41(+11%)        | 3(=)            |
| 26-03-2020                                                     | 26-03-2020 |  | 52(+27%)        | 3(=)            |
| 27-03-2020                                                     | 27-03-2020 |  | 56(+7,7%)       | 3(=)            |
| 28-03-2020                                                     | 28-03-2020 |  | 59(+5,4%)       | 3(=)            |
| 29-03-2020                                                     | 29-03-2020 |  | 64(+8,5%)       | 3(=)            |
| 30-03-2020                                                     | 30-03-2020 |  | 65(+1,6%)       | 3(=)            |
| 31-03-2020                                                     | 31-03-2020 |  | 69(+6,2%)       | 3(=)            |
| 01-04-2020                                                     | 01-04-2020 |  | 77(+12%)        | 3(=)            |
| 02-04-2020                                                     | 02-04-2020 |  | 92(+19%)        | 3(=)            |
| 03-04-2020                                                     | 03-04-2020 |  | 96(+4,3%)       | 3(=)            |
| 04-04-2020                                                     | 04-04-2020 |  | 104(+8,3%)      | 3(=)            |
| 05-04-2020                                                     | 05-04-2020 |  | 113(+8,7%)      | 5(+67%)         |
| 06-04-2020                                                     | 06-04-2020 |  | 115(+1,8%)      | 5(=)            |
| 07-04-2020                                                     | 07-04-2020 |  | 119(+3,5%)      | 5(=)            |
| 08-04-2020                                                     | 08-04-2020 |  | 124(+4,2%)      | 5(=)            |
| 09-04-2020                                                     | 09-04-2020 |  | 129(+4%)        | 6(+20%)         |
| 10-04-2020                                                     | 10-04-2020 |  | 133(+3,1%)      | 6(=)            |
| 11-04-2020                                                     | 11-04-2020 |  | 134(+0,75%)     | 6(=)            |
| 12-04-2020                                                     | 12-04-2020 |  | 147(+9,7%)      | 6(=)            |
| 13-04-2020                                                     | 13-04-2020 |  | 159(+8,2%)      | 7(+17%)         |
| 14-04-2020                                                     | 14-04-2020 |  | 161(+1,3%)      | 8(+14%)         |
| 15-04-2020                                                     | 15-04-2020 |  | 174(+8,1%)      | 8(=)            |
| 16-04-2020                                                     | 16-04-2020 |  | 199(+14%)       | 8(=)            |
| 17-04-2020                                                     | 17-04-2020 |  | 202(+1,5%)      | 8(=)            |
| 18-04-2020                                                     | 18-04-2020 |  | 206(+2%)        | 8(=)            |
| 19-04-2020                                                     | 19-04-2020 |  | 208(+0,97%)     | 8(=)            |
| 20-04-2020                                                     | 20-04-2020 |  | 208(=)          | 8(=)            |
| 21-04-2020                                                     | 21-04-2020 |  | 213(+2,4%)      | 9(+12%)         |
| 22-04-2020                                                     | 22-04-2020 |  | 213(=)          | 9(=)            |
| 23-04-2020                                                     | 23-04-2020 |  | 220(+3,3%)      | 9(=)            |
| 24-04-2020                                                     | 24-04-2020 |  | 223(+1,4%)      | 9(=)            |
| 25-04-2020                                                     | 25-04-2020 |  | 228(+2,2%)      | 9(=)            |
| 26-04-2020                                                     | 26-04-2020 |  | 228(=)          | 9(=)            |
| 27-04-2020                                                     | 27-04-2020 |  | 230(+0,88%)     | 9(=)            |
| 28-04-2020                                                     | 28-04-2020 |  | 239(+3,9%)      | 9(=)            |
| 29-04-2020                                                     | 29-04-2020 |  | 249(+4,2%)      | 9(=)            |
| 30-04-2020                                                     | 30-04-2020 |  | 266(+6,8%)      | 10(+11%)        |
| 01-05-2020                                                     | 01-05-2020 |  | 333(+25%)       | 10(=)           |
| 02-05-2020                                                     | 02-05-2020 |  | 370(+11%)       | 10(=)           |
| 03-05-2020                                                     | 03-05-2020 |  | 396(+7%)        | 10(=)           |
| 04-05-2020                                                     | 04-05-2020 |  | 415(+4,8%)      | 10(=)           |
| 05-05-2020                                                     | 05-05-2020 |  | 431(+3,9%)      | 10(=)           |
| 06-05-2020                                                     | 06-05-2020 |  | 440(+2,1%)      | 10(=)           |
| 07-05-2020                                                     | 07-05-2020 |  | 462(+5%)        | 10(=)           |
| 08-05-2020                                                     | 08-05-2020 |  | 563(+22%)       | 10(=)           |
| 09-05-2020                                                     | 09-05-2020 |  | 689(+22%)       | 10(=)           |
| 10-05-2020                                                     | 10-05-2020 |  | 713(+3,5%)      | 10(=)           |
| 11-05-2020                                                     | 11-05-2020 |  | 724(+1,5%)      | 10(=)           |
| 12-05-2020                                                     | 12-05-2020 |  | 737(+1,8%)      | 10(=)           |
| 13-05-2020                                                     | 13-05-2020 |  | 740(+0,41%)     | 11(+10%)        |
| 14-05-2020                                                     | 14-05-2020 |  | 754(+1,9%)      | 11(=)           |
| 15-05-2020                                                     | 15-05-2020 |  | 759(+0,66%)     | 11(=)           |
| 16-05-2020                                                     | 16-05-2020 |  | 778(+2,5%)      | 11(=)           |
| 17-05-2020                                                     | 17-05-2020 |  | 786(+1%)        | 11(=)           |
| 18-05-2020                                                     | 18-05-2020 |  | 788(+0,25%)     | 11(=)           |
| 19-05-2020                                                     | 19-05-2020 |  | 829(+5,2%)      | 11(=)           |
| 20-05-2020                                                     | 20-05-2020 |  | 833(+0,48%)     | 11(=)           |
| 21-05-2020                                                     | 21-05-2020 |  | 836(+0,36%)     | 11(=)           |
| 22-05-2020                                                     | 22-05-2020 |  | 838(+0,24%)     | 11(=)           |
| 23-05-2020                                                     | 23-05-2020 |  | 850(+1,4%)      | 11(=)           |
| 24-05-2020                                                     | 24-05-2020 |  | 862(+1,4%)      | 11(=)           |
| 25-05-2020                                                     | 25-05-2020 |  | 865(+0,35%)     | 11(=)           |
| 26-05-2020                                                     | 26-05-2020 |  | 877(+1,4%)      | 11(=)           |
| 27-05-2020                                                     | 27-05-2020 |  | 884(+0,8%)      | 11(=)           |
| 28-05-2020                                                     | 28-05-2020 |  | 900(+1,8%)      | 11(=)           |
| 29-05-2020                                                     | 29-05-2020 |  | 917(+1,9%)      | 11(=)           |
| 30-05-2020                                                     | 30-05-2020 |  | 964(+5,1%)      | 11(=)           |
| 31-05-2020                                                     | 31-05-2020 |  | 986(+2,3%)      | 11(=)           |
| 01-06-2020                                                     | 01-06-2020 |  | 995(+0,91%)     | 11(=)           |
| 02-06-2020                                                     | 02-06-2020 |  | 1 013(+1,8%)    | 11(=)           |
| 03-06-2020                                                     | 03-06-2020 |  | 1 070(+5,6%)    | 11(=)           |
| 04-06-2020                                                     | 04-06-2020 |  | 1 086(+1,5%)    | 11(=)           |
| 05-06-2020                                                     | 05-06-2020 |  | 1 087(+0,09%)   | 11(=)           |
| 06-06-2020                                                     | 06-06-2020 |  | 1 090(+0,28%)   | 11(=)           |
| 07-06-2020                                                     | 07-06-2020 |  | 1 135(+4,1%)    | 11(=)           |
| 08-06-2020                                                     | 08-06-2020 |  | 1 145(+0,88%)   | 11(=)           |
| 09-06-2020                                                     | 09-06-2020 |  | 1 187(+3,7%)    | 11(=)           |
| 10-06-2020                                                     | 10-06-2020 |  | 1 202(+1,3%)    | 11(=)           |
| 11-06-2020                                                     | 11-06-2020 |  | 1 230(+2,3%)    | 11(=)           |
| 12-06-2020                                                     | 12-06-2020 |  | 1 254(+2%)      | 11(=)           |
| 13-06-2020                                                     | 13-06-2020 |  | 1 261(+0,56%)   | 11(=)           |
| 14-06-2020                                                     | 14-06-2020 |  | 1 289(+2,2%)    | 11(=)           |
| 15-06-2020                                                     | 15-06-2020 |  | 1 296(+0,54%)   | 12(+9,1%)       |
| 16-06-2020                                                     | 16-06-2020 |  | 1 303(+0,54%)   | 13(+8,3%)       |
| 17-06-2020                                                     | 17-06-2020 |  | 1 308(+0,38%)   | 13(=)           |
| 18-06-2020                                                     | 18-06-2020 |  | 1 330(+1,7%)    | 13(=)           |
| 19-06-2020                                                     | 19-06-2020 |  | 1 336(+0,45%)   | 13(=)           |
| 20-06-2020                                                     | 20-06-2020 |  | 1 362(+1,9%)    | 13(=)           |
| 21-06-2020                                                     | 21-06-2020 |  | 1 379(+1,2%)    | 13(=)           |
| 22-06-2020                                                     | 22-06-2020 |  | 1 392(+0,94%)   | 13(=)           |
| 23-06-2020                                                     | 23-06-2020 |  | 1 422(+2,2%)    | 13(=)           |
| 24-06-2020                                                     | 24-06-2020 |  | 1 528(+7,5%)    | 13(=)           |
| 25-06-2020                                                     | 25-06-2020 |  | 1 569(+2,7%)    | 13(=)           |
| 26-06-2020                                                     | 26-06-2020 |  | 1 711(+9,1%)    | 13(=)           |
| 27-06-2020                                                     | 27-06-2020 |  | 1 942(+14%)     | 15(+15%)        |
| 28-06-2020                                                     | 28-06-2020 |  | 2 127(+9,5%)    | 15(=)           |
| 29-06-2020                                                     | 29-06-2020 |  | 2 191(+3%)      | 16(+6,7%)       |
| 30-06-2020                                                     | 30-06-2020 |  | 2 221(+1,4%)    | 17(+6,2%)       |
| 01-07-2020                                                     | 01-07-2020 |  | 2 260(+1,8%)    | 19(+12%)        |
| 02-07-2020                                                     | 02-07-2020 |  | 2 303(+1,9%)    | 19(=)           |
| 03-07-2020                                                     | 03-07-2020 |  | 2 349(+2%)      | 19(=)           |
| 04-07-2020                                                     | 04-07-2020 |  | 2 385(+1,5%)    | 20(+5,3%)       |
| 05-07-2020                                                     | 05-07-2020 |  | 2 427(+1,8%)    | 20(=)           |
| 06-07-2020                                                     | 06-07-2020 |  | 2 456(+1,2%)    | 20(=)           |
| 07-07-2020                                                     | 07-07-2020 |  | 2 502(+1,9%)    | 20(=)           |
| 08-07-2020                                                     | 08-07-2020 |  | 2 554(+2,1%)    | 20(=)           |
| 09-07-2020                                                     | 09-07-2020 |  | 2 638(+3,3%)    | 20(=)           |
| 10-07-2020                                                     | 10-07-2020 |  | 2 736(+3,7%)    | 20(=)           |
| 11-07-2020                                                     | 11-07-2020 |  | 2 820(+3,1%)    | 21(+5%)         |
| 12-07-2020                                                     | 12-07-2020 |  | 2 948(+4,5%)    | 22(+4,8%)       |
| 13-07-2020                                                     | 13-07-2020 |  | 2 980(+1,1%)    | 25(+14%)        |
| 14-07-2020                                                     | 14-07-2020 |  | 3 074(+3,2%)    | 25(=)           |
| 15-07-2020                                                     | 15-07-2020 |  | 3 198(+4%)      | 25(=)           |
| 16-07-2020                                                     | 16-07-2020 |  | 3 342(+4,5%)    | 27(+8%)         |
| 17-07-2020                                                     | 17-07-2020 |  | 3 457(+3,4%)    | 28(+3,7%)       |
| 18-07-2020                                                     | 18-07-2020 |  | 3 629(+5%)      | 29(+3,6%)       |
| 19-07-2020                                                     | 19-07-2020 |  | 3 721(+2,5%)    | 31(+6,9%)       |
| 20-07-2020                                                     | 20-07-2020 |  | 3 748(+0,73%)   | 33(+6,5%)       |
| 21-07-2020                                                     | 21-07-2020 |  | 3 817(+1,8%)    | 35(+6,1%)       |
| 22-07-2020                                                     | 22-07-2020 |  | 4 000(+4,8%)    | 36(+2,9%)       |
| 23-07-2020                                                     | 23-07-2020 |  | 4 113(+2,8%)    | 36(=)           |
| 24-07-2020                                                     | 24-07-2020 |  | 4 224(+2,7%)    | 38(+5,6%)       |
| 25-07-2020                                                     | 25-07-2020 |  | 4 328(+2,5%)    | 40(+5,3%)       |
| 26-07-2020                                                     | 26-07-2020 |  | 4 444(+2,7%)    | 41(+2,5%)       |
| 27-07-2020                                                     | 27-07-2020 |  | 4 548(+2,3%)    | 43(+4,9%)       |
| 28-07-2020                                                     | 28-07-2020 |  | 4 674(+2,8%)    | 45(+4,7%)       |
| 29-07-2020                                                     | 29-07-2020 |  | 4 866(+4,1%)    | 46(+2,2%)       |
| 30-07-2020                                                     | 30-07-2020 |  | 5 207(+7%)      | 47(+2,2%)       |
| 31-07-2020                                                     | 31-07-2020 |  | 5 338(+2,5%)    | 49(+4,3%)       |
| 01-08-2020                                                     | 01-08-2020 |  | 5 485(+2,8%)    | 52(+6,1%)       |
| 02-08-2020                                                     | 02-08-2020 |  | 5 644(+2,9%)    | 52(=)           |
| 03-08-2020                                                     | 03-08-2020 |  | 5 724(+1,4%)    | 55(+5,8%)       |
| 04-08-2020                                                     | 04-08-2020 |  | 5 852(+2,2%)    | 59(+7,3%)       |
| 05-08-2020                                                     | 05-08-2020 |  | 6 060(+3,6%)    | 61(+3,4%)       |
| 06-08-2020                                                     | 06-08-2020 |  | 6 375(+5,2%)    | 66(+8,2%)       |
| 07-08-2020                                                     | 07-08-2020 |  | 6 508(+2,1%)    | 69(+4,5%)       |
| 08-08-2020                                                     | 08-08-2020 |  | 6 705(+3%)      | 72(+4,3%)       |
| 09-08-2020                                                     | 09-08-2020 |  | 6 907(+3%)      | 75(+4,2%)       |
| 10-08-2020                                                     | 10-08-2020 |  | 7 234(+4,7%)    | 82(+9,3%)       |
| 11-08-2020                                                     | 11-08-2020 |  | 7 519(+3,9%)    | 86(+4,9%)       |
| 12-08-2020                                                     | 12-08-2020 |  | 8 018(+6,6%)    | 93(+8,1%)       |
| 13-08-2020                                                     | 13-08-2020 |  | 8 389(+4,6%)    | 97(+4,3%)       |
| 14-08-2020                                                     | 14-08-2020 |  | 9 022(+7,5%)    | 108(+11%)       |
| 15-08-2020                                                     | 15-08-2020 |  | 9 381(+4%)      | 127(+18%)       |
| 16-08-2020                                                     | 16-08-2020 |  | 9 791(+4,4%)    | 138(+8,7%)      |
| 17-08-2020                                                     | 17-08-2020 |  | 10 135(+3,5%)   | 145(+5,1%)      |
| 18-08-2020                                                     | 18-08-2020 |  | 10 606(+4,6%)   | 161(+11%)       |
| 19-08-2020                                                     | 19-08-2020 |  | 11 133(+5%)     | 165(+2,5%)      |
| 20-08-2020                                                     | 20-08-2020 |  | 11 817(+6,1%)   | 170(+3%)        |
| 21-08-2020                                                     | 21-08-2020 |  | 12 536(+6,1%)   | 182(+7,1%)      |
| 22-08-2020                                                     | 22-08-2020 |  | 12 974(+3,5%)   | 192(+5,5%)      |
| 23-08-2020                                                     | 23-08-2020 |  | 13 233(+2%)     | 205(+6,8%)      |
| 24-08-2020                                                     | 24-08-2020 |  | 13 602(+2,8%)   | 219(+6,8%)      |
| 25-08-2020                                                     | 25-08-2020 |  | 14 228(+4,6%)   | 231(+5,5%)      |
| 26-08-2020                                                     | 26-08-2020 |  | 14 872(+4,5%)   | 247(+6,9%)      |
| 27-08-2020                                                     | 27-08-2020 |  | 15 290(+2,8%)   | 265(+7,3%)      |
| 28-08-2020                                                     | 28-08-2020 |  | 15 874(+3,8%)   | 280(+5,7%)      |
| 29-08-2020                                                     | 29-08-2020 |  | 16 474(+3,8%)   | 294(+5%)        |
| 30-08-2020                                                     | 30-08-2020 |  | 17 105(+3,8%)   | 308(+4,8%)      |
| 31-08-2020                                                     | 31-08-2020 |  | 17 662(+3,3%)   | 326(+5,8%)      |
| 01-09-2020                                                     | 01-09-2020 |  | 18 338(+3,8%)   | 348(+6,7%)      |
| 02-09-2020                                                     | 02-09-2020 |  | 19 138(+4,4%)   | 358(+2,9%)      |
| 03-09-2020                                                     | 03-09-2020 |  | 19 959(+4,3%)   | 373(+4,2%)      |
| 04-09-2020                                                     | 04-09-2020 |  | 20 654(+3,5%)   | 398(+6,7%)      |
| 05-09-2020                                                     | 05-09-2020 |  | 21 871(+5,9%)   | 412(+3,5%)      |
| 06-09-2020                                                     | 06-09-2020 |  | 22 486(+2,8%)   | 435(+5,6%)      |
| 07-09-2020                                                     | 07-09-2020 |  | 23 353(+3,9%)   | 449(+3,2%)      |
| 08-09-2020                                                     | 08-09-2020 |  | 24 214(+3,7%)   | 463(+3,1%)      |
| 09-09-2020                                                     | 09-09-2020 |  | 25 026(+3,4%)   | 474(+2,4%)      |
| 10-09-2020                                                     | 10-09-2020 |  | 25 631(+2,4%)   | 485(+2,3%)      |
| 11-09-2020                                                     | 11-09-2020 |  | 26 512(+3,4%)   | 496(+2,3%)      |
| 12-09-2020                                                     | 12-09-2020 |  | 27 324(+3,1%)   | 514(+3,6%)      |
| 13-09-2020                                                     | 13-09-2020 |  | 27 817(+1,8%)   | 525(+2,1%)      |
| 14-09-2020                                                     | 14-09-2020 |  | 28 367(+2%)     | 539(+2,7%)      |
| 15-09-2020                                                     | 15-09-2020 |  | 29 298(+3,3%)   | 552(+2,4%)      |
| 16-09-2020                                                     | 16-09-2020 |  | 30 419(+3,8%)   | 566(+2,5%)      |
| 17-09-2020                                                     | 17-09-2020 |  | 31 113(+2,3%)   | 584(+3,2%)      |
| 18-09-2020                                                     | 18-09-2020 |  | 32 127(+3,3%)   | 611(+4,6%)      |
| 19-09-2020                                                     | 19-09-2020 |  | 33 015(+2,8%)   | 636(+4,1%)      |
| 20-09-2020                                                     | 20-09-2020 |  | 33 520(+1,5%)   | 659(+3,6%)      |
| 21-09-2020                                                     | 21-09-2020 |  | 34 260(+2,2%)   | 676(+2,6%)      |
| 22-09-2020                                                     | 22-09-2020 |  | 34 828(+1,7%)   | 705(+4,3%)      |
| 23-09-2020                                                     | 23-09-2020 |  | 35 571(+2,1%)   | 727(+3,1%)      |
| 24-09-2020                                                     | 24-09-2020 |  | 36 404(+2,3%)   | 743(+2,2%)      |
| 25-09-2020                                                     | 25-09-2020 |  | 37 226(+2,3%)   | 761(+2,4%)      |
| 26-09-2020                                                     | 26-09-2020 |  | 37 922(+1,9%)   | 782(+2,8%)      |
| 27-09-2020                                                     | 27-09-2020 |  | 38 684(+2%)     | 803(+2,7%)      |
| 28-09-2020                                                     | 28-09-2020 |  | 39 432(+1,9%)   | 818(+1,9%)      |
| 29-09-2020                                                     | 29-09-2020 |  | 40 101(+1,7%)   | 841(+2,8%)      |
| 30-09-2020                                                     | 30-09-2020 |  | 40 758(+1,6%)   | 857(+1,9%)      |
| 01-10-2020                                                     | 01-10-2020 |  | 41 799(+2,6%)   | 869(+1,4%)      |
| 02-10-2020                                                     | 02-10-2020 |  | 42 684(+2,1%)   | 890(+2,4%)      |
| 03-10-2020                                                     | 03-10-2020 |  | 43 452(+1,8%)   | 913(+2,6%)      |
| 04-10-2020                                                     | 04-10-2020 |  | 44 182(+1,7%)   | 929(+1,8%)      |
| 05-10-2020                                                     | 05-10-2020 |  | 44 715(+1,2%)   | 947(+1,9%)      |
| 06-10-2020                                                     | 06-10-2020 |  | 45 647(+2,1%)   | 966(+2%)        |
| 07-10-2020                                                     | 07-10-2020 |  | 46 435(+1,7%)   | 989(+2,4%)      |
| 08-10-2020                                                     | 08-10-2020 |  | 47 316(+1,9%)   | 1 012(+2,3%)    |
| 09-10-2020                                                     | 09-10-2020 |  | 48 275(+2%)     | 1 045(+3,3%)    |
| 10-10-2020                                                     | 10-10-2020 |  | 48 978(+1,5%)   | 1 065(+1,9%)    |
| 11-10-2020                                                     | 11-10-2020 |  | 49 675(+1,4%)   | 1 077(+1,1%)    |
| 12-10-2020                                                     | 12-10-2020 |  | 50 344(+1,3%)   | 1 096(+1,8%)    |
| 13-10-2020                                                     | 13-10-2020 |  | 51 197(+1,7%)   | 1 108(+1,1%)    |
| 14-10-2020                                                     | 14-10-2020 |  | 51 845(+1,3%)   | 1 131(+2,1%)    |
| 15-10-2020                                                     | 15-10-2020 |  | 52 596(+1,4%)   | 1 150(+1,7%)    |
| 16-10-2020                                                     | 16-10-2020 |  | 53 482(+1,7%)   | 1 165(+1,3%)    |
| 17-10-2020                                                     | 17-10-2020 |  | 54 015(+1%)     | 1 179(+1,2%)    |
| 18-10-2020                                                     | 18-10-2020 |  | 54 724(+1,3%)   | 1 188(+0,76%)   |
| 19-10-2020                                                     | 19-10-2020 |  | 55 452(+1,3%)   | 1 207(+1,6%)    |
| 20-10-2020                                                     | 20-10-2020 |  | 56 073(+1,1%)   | 1 231(+2%)      |
| 21-10-2020                                                     | 21-10-2020 |  | 56 819(+1,3%)   | 1 250(+1,5%)    |
| 22-10-2020                                                     | 22-10-2020 |  | 57 526(+1,2%)   | 1 267(+1,4%)    |
| 23-10-2020                                                     | 23-10-2020 |  | 58 259(+1,3%)   | 1 278(+0,87%)   |
| 24-10-2020                                                     | 24-10-2020 |  | 59 043(+1,3%)   | 1 293(+1,2%)    |
| 25-10-2020                                                     | 25-10-2020 |  | 59 594(+0,93%)  | 1 309(+1,2%)    |
| 26-10-2020                                                     | 26-10-2020 |  | 60 109(+0,86%)  | 1 333(+1,8%)    |
| 27-10-2020                                                     | 27-10-2020 |  | 60 557(+0,75%)  | 1 347(+1,1%)    |
| 28-10-2020                                                     | 28-10-2020 |  | 61 290(+1,2%)   | 1 359(+0,89%)   |
| 29-10-2020                                                     | 29-10-2020 |  | 62 050(+1,2%)   | 1 373(+1%)      |
| 30-10-2020                                                     | 30-10-2020 |  | 62 596(+0,88%)  | 1 387(+1%)      |
| 31-10-2020                                                     | 31-10-2020 |  | 63 185(+0,94%)  | 1 404(+1,2%)    |
| 01-11-2020                                                     | 01-11-2020 |  | 63 731(+0,86%)  | 1 418(+1%)      |
| 02-11-2020                                                     | 02-11-2020 |  | 64 156(+0,67%)  | 1 429(+0,78%)   |
| 03-11-2020                                                     | 03-11-2020 |  | 64 628(+0,74%)  | 1 441(+0,84%)   |
| 04-11-2020                                                     | 04-11-2020 |  | 65 258(+0,97%)  | 1 454(+0,9%)    |
| 05-11-2020                                                     | 05-11-2020 |  | 65 778(+0,8%)   | 1 462(+0,55%)   |
| 06-11-2020                                                     | 06-11-2020 |  | 66 481(+1,1%)   | 1 472(+0,68%)   |
| 07-11-2020                                                     | 07-11-2020 |  | 66 941(+0,69%)  | 1 479(+0,48%)   |
| 08-11-2020                                                     | 08-11-2020 |  | 67 589(+0,97%)  | 1 490(+0,74%)   |
| 09-11-2020                                                     | 09-11-2020 |  | 67 948(+0,53%)  | 1 502(+0,81%)   |
| 10-11-2020                                                     | 10-11-2020 |  | 68 497(+0,81%)  | 1 516(+0,93%)   |
| 11-11-2020                                                     | 11-11-2020 |  | 69 106(+0,89%)  | 1 532(+1,1%)    |
| 12-11-2020                                                     | 12-11-2020 |  | 69 653(+0,79%)  | 1 543(+0,72%)   |
| 13-11-2020                                                     | 13-11-2020 |  | 70 392(+1,1%)   | 1 556(+0,84%)   |
| 14-11-2020                                                     | 14-11-2020 |  | 71 065(+0,96%)  | 1 569(+0,84%)   |
| 15-11-2020                                                     | 15-11-2020 |  | 71 574(+0,72%)  | 1 587(+1,1%)    |
| 16-11-2020                                                     | 16-11-2020 |  | 72 099(+0,73%)  | 1 602(+0,95%)   |
| 17-11-2020                                                     | 17-11-2020 |  | 72 857(+1,1%)   | 1 613(+0,69%)   |
| 18-11-2020                                                     | 18-11-2020 |  | 73 639(+1,1%)   | 1 624(+0,68%)   |
| 19-11-2020                                                     | 19-11-2020 |  | 74 495(+1,2%)   | 1 636(+0,74%)   |
| 20-11-2020                                                     | 20-11-2020 |  | 75 058(+0,76%)  | 1 647(+0,67%)   |
| 21-11-2020                                                     | 21-11-2020 |  | 75 857(+1,1%)   | 1 652(+0,3%)    |
| 22-11-2020                                                     | 22-11-2020 |  | 76 476(+0,82%)  | 1 657(+0,3%)    |
| 23-11-2020                                                     | 23-11-2020 |  | 77 072(+0,78%)  | 1 665(+0,48%)   |
| 24-11-2020                                                     | 24-11-2020 |  | 77 891(+1,1%)   | 1 677(+0,72%)   |
| 25-11-2020                                                     | 25-11-2020 |  | 78 878(+1,3%)   | 1 691(+0,83%)   |
| 26-11-2020                                                     | 26-11-2020 |  | 79 517(+0,81%)  | 1 704(+0,77%)   |
| 27-11-2020                                                     | 27-11-2020 |  | 80 436(+1,2%)   | 1 720(+0,94%)   |
| 28-11-2020                                                     | 28-11-2020 |  | 81 131(+0,86%)  | 1 731(+0,64%)   |
| 29-11-2020                                                     | 29-11-2020 |  | 81 906(+0,96%)  | 1 743(+0,69%)   |
| 30-11-2020                                                     | 30-11-2020 |  | 82 424(+0,63%)  | 1 756(+0,75%)   |
| 01-12-2020                                                     | 01-12-2020 |  | 83 479(+1,3%)   | 1 771(+0,85%)   |
| 02-12-2020                                                     | 02-12-2020 |  | 84 482(+1,2%)   | 1 783(+0,68%)   |
| 03-12-2020                                                     | 03-12-2020 |  | 85 477(+1,2%)   | 1 796(+0,73%)   |
| 04-12-2020                                                     | 04-12-2020 |  | 86 499(+1,2%)   | 1 813(+0,95%)   |
| 05-12-2020                                                     | 05-12-2020 |  | 87 213(+0,83%)  | 1 833(+1,1%)    |
| 06-12-2020                                                     | 06-12-2020 |  | 87 920(+0,81%)  | 1 853(+1,1%)    |
| 07-12-2020                                                     | 07-12-2020 |  | 88 723(+0,91%)  | 1 872(+1%)      |
| 08-12-2020                                                     | 08-12-2020 |  | 89 421(+0,79%)  | 1 887(+0,8%)    |
| 09-12-2020                                                     | 09-12-2020 |  | 90 146(+0,81%)  | 1 901(+0,74%)   |
| 10-12-2020                                                     | 10-12-2020 |  | 90 958(+0,9%)   | 1 914(+0,68%)   |
| 11-12-2020                                                     | 11-12-2020 |  | 92 113(+1,3%)   | 1 927(+0,68%)   |
| 12-12-2020                                                     | 12-12-2020 |  | 92 913(+0,87%)  | 1 937(+0,52%)   |
| 13-12-2020                                                     | 13-12-2020 |  | 93 582(+0,72%)  | 1 953(+0,83%)   |
| 14-12-2020                                                     | 14-12-2020 |  | 94 223(+0,68%)  | 1 971(+0,92%)   |
| 15-12-2020                                                     | 15-12-2020 |  | 95 353(+1,2%)   | 1 991(+1%)      |
| 16-12-2020                                                     | 16-12-2020 |  | 96 209(+0,9%)   | 2 014(+1,2%)    |
| 17-12-2020                                                     | 17-12-2020 |  | 97 028(+0,85%)  | 2 032(+0,89%)   |
| 18-12-2020                                                     | 18-12-2020 |  | 98 296(+1,3%)   | 2 050(+0,89%)   |
| 19-12-2020                                                     | 19-12-2020 |  | 99 157(+0,88%)  | 2 072(+1,1%)    |
| 20-12-2020                                                     | 20-12-2020 |  | 99 789(+0,64%)  | 2 088(+0,77%)   |
| 21-12-2020                                                     | 21-12-2020 |  | 100 612(+0,82%) | 2 103(+0,72%)   |
| 22-12-2020                                                     | 22-12-2020 |  | 101 544(+0,93%) | 2 120(+0,81%)   |
| 23-12-2020                                                     | 23-12-2020 |  | 102 371(+0,81%) | 2 138(+0,85%)   |
| 24-12-2020                                                     | 24-12-2020 |  | 103 329(+0,94%) | 2 154(+0,75%)   |
| 25-12-2020                                                     | 25-12-2020 |  | 103 888(+0,54%) | 2 154(=)        |
| 26-12-2020                                                     | 26-12-2020 |  | 104 162(+0,26%) | 2 174(+0,93%)   |
| 27-12-2020                                                     | 27-12-2020 |  | 104 422(+0,25%) | 2 188(+0,64%)   |
| 28-12-2020                                                     | 28-12-2020 |  | 105 374(+0,91%) | 2 202(+0,64%)   |
| 29-12-2020                                                     | 29-12-2020 |  | 106 136(+0,72%) | 2 220(+0,82%)   |
| 30-12-2020                                                     | 30-12-2020 |  | 106 958(+0,77%) | 2 242(+0,99%)   |
| 31-12-2020                                                     | 31-12-2020 |  | 107 932(+0,91%) | 2 262(+0,89%)   |
| 01-01-2021                                                     | 01-01-2021 |  | 108 349(+0,39%) | 2 262(=)        |
| Fonte: Ministero della sanità pubblica e del benessere sociale |            |  |                 |                 |

## Cronistoria
Il 10 marzo 2020, il governo paraguaiano ha sospeso le lezioni e tutte le attività che coinvolgevano gruppi di persone, nonché eventi pubblici e privati, con l'obiettivo di evitare la diffusione del virus, ai sensi del Decreto n. 3442/2020. Con il passare del tempo sono state adottate altre misure preventive, come restrizioni al commercio e alla circolazione, la sospensione dei voli, la chiusura delle frontiere, la limitazione all'ingresso degli stranieri, il coprifuoco e il rafforzamento dei controlli per garantire il rispetto delle misure.
Il 20 marzo 2020 sono stati confermati il primo decesso e il primo caso di trasmissione locale. Il governo ha dichiarato una quarantena totale fino al 3 maggio e la libera circolazione completamente limitata. Lo sposatmento dei cittadini era limitato all'acquisto di cibo, medicine e altri beni essenziali.
Dal 4 maggio il Paraguay ha implementato la cosiddetta "quarantena intelligente", il graduale ritorno al lavoro e alle attività sociali attenendosi a misure di distanziamento sociale e di igiene. Tuttavia, il governo ha deciso di mantenere la chiusura delle frontiere e di attuare le lezioni di apprendimento a distanza fino a dicembre 2020 e il coprifuoco notturno. Il 4 maggio è iniziata la fase 1 della "quarantena intelligente" e il 25 maggio la fase 2.
Circa il 70% dei casi confermati è concentrato negli Shelters (centri di isolamento supervisionati dal governo). Secondo il Segretario Nazionale dell'Intelligence, a partire dal 20 maggio, il governo aveva 55 rifugi che ospitavano 3.549 rimpatriati.

## Quarantena
| # | Nome                             | Misure       | Quarantena      | Quarantena      | Quarantena |
| # | Nome                             | Misure       | Inizio          | Fine            | Stato      |
| - | -------------------------------- | ------------ | --------------- | --------------- | ---------- |
| 1 | Quarantena parziale              | Prime misure | 11 marzo        | 19 marzo        | Finita     |
| 2 | Quarantena totale                | Lockdown     | 20 marzo        | 3 maggio        | Finita     |
| 3 | Quarantena inteligente (fase 1)  | Riaperture   | 4 maggio        | 24 maggio       | Finita     |
| 4 | Quarantena intelligente (fase 2) | Riaperture   | 25 maggio       | 14 giugno       | in corso   |
| 5 | Quarantena intelligente (fase 3) | Riaperture   | 15 giugno       | Data non decisa | In futuro  |
| 6 | Quarantena intelligente (fase 4) | Riaperture   | Data non decisa | Data non decisa | In futuro  |

## Statistiche

### Grafico
Numero di casiData02004006008001000120014007/3/20202/4/202028/4/202024/5/2020Totale casiAttiviRicoveriDecessi